# Andropogon insolitus
Andropogon insolitus là một loài thực vật có hoa trong họ Hòa thảo. Loài này được Sohns mô tả khoa học đầu tiên năm 1957.